# Friedrich-Wilhelms-Nordbahn-Gesellschaft
Die Friedrich-Wilhelms-Nordbahn-Gesellschaft betrieb ein in mehreren Abschnitten entstandenes Eisenbahnnetz in Nordhessen.

## Gesellschaft

### Gründung
Die Aktiengesellschaft wurde im Wesentlichen von den Bankhäusern Gebrüder Bethmann, Frankfurt am Main, und Bernus du Fay, Hanau, getragen und 1844 mit dem Ziel gegründet, mehrere Bahnstrecken im nördlichen Kurfürstentum Hessen zu verwirklichen.
Die Staaten Sachsen-Weimar-Eisenach, Sachsen-Coburg und Gotha, Preußen und Kurhessen verhandelten seit 1840 über eine Ost-West-Eisenbahnverbindung zwischen Westfalen und Halle an der Saale. Zwischen Gerstungen im Osten und Haueda an der Grenze zu Westfalen sollte diese Strecke über Bebra und die damalige Landeshauptstadt Kassel durch kurhessisches Gebiet führen. Im Herbst 1841 kamen die Verhandlungen zum Abschluss.
1844 erhielt die Friedrich-Wilhelms-Nordbahn-Gesellschaft die Konzession für den Streckenbau auf kurhessischem Territorium. Hierbei wurde zunächst festgelegt, dass die Gesellschaft eine Pferdebahn abzweigend von der Hauptstrecke nach Karlshafen zu bauen habe. Diese Strecke wurde später als Carlsbahn bezeichnet. 1846 wurde beschlossen, die Linie 32 Kilometer nördlich von Kassel in Hümme abzweigen zu lassen und als Traktionsmittel Lokomotiven statt der Pferden einzusetzen. Baubeginn war der 1. Juli 1845. Die Carlsbahn, vom Kurstaat wegen der Anbindung des Weserhafens in Bad Karlshafen besonders ge-, aber auch restlos überschätzt, wurde – zusammen mit dem nach Süden führenden Stück der Hauptstrecke – bis Grebenstein am 30. März 1848 als erste Strecke der Friedrich-Wilhelms-Nordbahn-Gesellschaft eröffnet. Aber erst am 8. November 1848 war die Strecke Kassel – Karlshafen durchgängig befahrbar.

### Name
Die Friedrich-Wilhelms-Nordbahn-Gesellschaft war nach dem Regenten und späteren Kurfürsten von Hessen, Friedrich Wilhelm I. benannt. Sie ergänzte ihren Namen 1853 um den landesherrlichen Titel zu Kurfürst Friedrich-Wilhelms-Nordbahn-Gesellschaft. Nach der Annexion Kurhessens durch Preußen infolge des Deutsch-Österreichischen Kriegs 1866 wurde sie erneut umbenannt, nun in Hessische Nordbahn-Gesellschaft:

### Ende
Ab dem 1. April 1867 übernahm der preußische Staat deren Verwaltung, wofür in Kassel eine eigene Eisenbahndirektion errichtet wurde. 1868 ging die Nordbahn in das Eigentum der Bergisch-Märkischen Eisenbahn-Gesellschaft über, die ab 1873 auch die Verwaltung der Nordbahnstrecken übernahm. Dies bedeutete das schnelle Ende der Kasseler Eisenbahndirektion. Am 1. Januar 1882 erfolgte schließlich die Verstaatlichung der Bergisch-Märkischen Eisenbahn-Gesellschaft.

## Netz

### Strecken
- Die Carlsbahn (1848) verband Bad Karlshafen über Hümme mit der damaligen Landeshauptstadt Kassel.[2]
- Von Hümme wurde eine Zweigstrecke in Richtung Warburg zur Stammstrecke der Königlich-Westfälischen Eisenbahn-Gesellschaft errichtet (1849 bis Haueda, 1851 bis Warburg).
- Von Kassel wurde eine Strecke über Bebra bis kurz hinter die Grenze mit dem Herzogtum Sachsen-Weimar-Eisenach nach Gerstungen errichtet, wo sie an die Thüringische Eisenbahn-Gesellschaft anschloss. Dieser Abschnitt wird als Friedrich-Wilhelms-Nordbahn bezeichnet und wurde 1849 eröffnet. Von dieser Bahn zweigte in Guntershausen die Main-Weser-Bahn nach Frankfurt ab.

### Verbleib
Der noch heute betriebene Teil des Netzes der ehemaligen Kurfürst-Friedrich-Wilhelms-Nordbahn-Gesellschaft ist auf drei Strecken der Deutschen Bahn AG verteilt:
- Strecke 2550 Aachen – Warburg – Kassel
- Strecke 3900 Kassel – Guntershausen – Frankfurt (Main-Weser-Bahn)
- Strecke 6340 Halle – Gerstungen – Guntershausen (Thüringer Bahn)

Die Streckenabschnitte gehören heute zur sogenannten Mitte-Deutschland-Verbindung und werden durchgehend von IC-, abschnittsweise auch ICE-Zügen befahren.